# Amyema luzonensis
Amyema luzonensis är en tvåhjärtbladig växtart som beskrevs av Danser. Amyema luzonensis ingår i släktet Amyema och familjen Loranthaceae. Inga underarter finns listade i Catalogue of Life.